# Campeonato Catarinense de Futebol de 2003
O Campeonato Catarinense de Futebol de 2003 foi a 78ª edição do principal torneio de futebol de Santa Catarina, sendo vencido pelo Figueirense.

## Primeira divisão

### Fórmula de disputa
Os 12 participantes foram divididos em 2 grupos, conforme a classificação na edição anterior. O Grupo A conteve os melhores colocados e o B os piores mais os melhores colocados da Segunda Divisão. Nos grupos, os clubes jogaram em turno e returno sendo que os 3 melhores do grupo A e o melhor do Grupo B são classificados as Semi-Finais. Nesta, o campeão do A, joga contra o campeão do B e os dois outros colocados do A jogam entre si. Os jogos são ida e volta e os melhores colocados jogam a segunda partida em casa. Os vencedores desta se enfrentam em uma final de ida e volta. O clube vitorioso é declarado Campeão Catarinense de 2003. O pior colocado do Grupo A é rebaixado ao Grupo B de 2004, o melhor do B é classificado ao A e o pior do B deste ano é rebaixado à Segunda Divisão Catarinense de 2004*.
Nas fases eliminatórias, venceu o clube que somau mais pontos, independente do saldo de gols, caso houvesse empate, zerar-se-ia o placar e realizar-se-ia uma prorrogação de 30 minutos, se o empate persistisse, o clube com a melhor colocação do campeonato seria declarado o vencedor.
*Com a mudança de regras em 2004, extingüiram-se os grupos A e B e a Segunda Divisão virou a Série B1.

### Fase de grupos

#### Grupo A
| 1 | Criciúma            | 19 | 10 | 6 | 1 | 3 | 22 | 14 | +8  |
| 2 | Joinville           | 18 | 10 | 6 | 0 | 4 | 18 | 14 | +4  |
| 3 | Figueirense         | 17 | 10 | 5 | 2 | 3 | 18 | 12 | +6  |
| 4 | Avaí                | 11 | 10 | 3 | 2 | 5 | 15 | 16 | -1  |
| 5 | Atlético de Ibirama | 11 | 10 | 3 | 2 | 5 | 12 | 19 | -7  |
| 6 | Tubarão             | 10 | 10 | 3 | 1 | 6 | 14 | 24 | -10 |
| PG - pontos ganhos; J - jogos; V - vitórias; E - empates; D - derrotas; GP - gols pró; GC - gols contra; SG - saldo de gols |                     |    |    |   |   |   |    |    |     |

|  |                              |
|  | Classificados às Semi-Finais |
|  | Rebaixado ao Grupo B de 2004 |

#### Grupo B
| 1 | Caxias             | 24 | 10 | 7 | 3 | 0 | 20 | 9  | +11 |
| 2 | Chapecoense        | 16 | 10 | 6 | 1 | 3 | 15 | 13 | +2  |
| 3 | Lages              | 15 | 10 | 4 | 3 | 3 | 13 | 12 | +1  |
| 4 | Marcílio Dias      | 14 | 10 | 4 | 2 | 4 | 24 | 18 | +6  |
| 5 | Tiradentes         | 10 | 10 | 2 | 4 | 4 | 16 | 25 | -9  |
| 6 | Atlético Alto Vale | 3  | 10 | 0 | 3 | 7 | 11 | 22 | -11 |
| PG - pontos ganhos; J - jogos; V - vitórias; E - empates; D - derrotas; GP - gols pró; GC - gols contra; SG - saldo de gols |                    |    |    |   |   |   |    |    |     |

|  |                                                  |
|  | Classificado às Semi-Finais e ao Grupo A de 2004 |
|  | Rebaixado à Segunda Divisão de 2004              |

### Semifinais
| Time 1*     | Time 2    | Jogo 1 | Jogo 2 |
| ----------- | --------- | ------ | ------ |
| Figueirense | Joinville | 3-1    | 2-2    |
| Caxias      | Criciúma  | 3-1    | 1-1    |

* Os clubes citados primeiro tiveram a primeira partida jogada em casa, ou seja, tiveram pior colocação que o segundo citado

### Final
O Figueirense jogou a partida de volta em casa pois apresentou melhor colocação na fase de grupos.
| Campeão      | Vice-Campeão | Jogo 1 | Jogo 2 | Prorrogação |
| ------------ | ------------ | ------ | ------ | ----------- |
| Figueirense* | Caxias       | 2-1    | 1-2    | 0-0         |

*Como houve empate de pontos, realizou-se uma prorrogação de 30 minutos com o placar zerado, como o empate persistiu, o Figueirense, melhor colocado da Fase de Grupos foi declarado campeão. 

## Segunda divisão

### Fórmula de disputa
O campeonato conteve 12 equipes e foi disputado em 3 fases:
- 1º Turno: As 12 equipes foram divididas em 2 grupos de 6, onde jogaram entre si apenas os jogos de ida. As quatro melhores de cada grupo classificaram-se para as Quartas de Final (1º do Grupo A x 4º do B; 2º do A x 3º do B; 3º do A x 2º do B e 4º do A x 1º do B). As equipes com maior pontuação passaram para as semifinais, e as vencedoras desta para uma final. O vencedor da final foi classificado à Fase Final.
- 2º Turno: Idêntico ao primeiro, mas com os jogos de volta.
- Fase Final: Nessa fase jogaram o campeão de cada turno mais o melhor colocado de cada grupo (turno+returno). Os clubes jogaram semifinais de dois jogos, sendo que o clube que somou mais pontos nessa fase avançou às finais e o vencedor desta foi declarado Campeão da Segunda Divisão Catarinense de 2003 e classificou-se à Primeira Divisão Catarinense de 2004.

Nas fases eliminatórias, venceu o clube que somau mais pontos, independente do saldo de gols, caso houvesse empate, zerar-se-ia o placar e realizar-se-ia uma prorrogação de 30 minutos, se o empate persistisse, o clube com a melhor colocação do campeonato ou do respectivo turno seria declarado o vencedor.

### Primeiro turno

#### Fase de grupos
Grupo A
| 1 | União de Timbó | 10 | 5 | 3 | 1 | 1 | 11 | 7  | +4 |
| 2 | Guarani        | 8  | 5 | 2 | 2 | 1 | 6  | 5  | +1 |
| 3 | Catarinense    | 8  | 5 | 2 | 2 | 1 | 7  | 7  | 0  |
| 4 | Metropolitano  | 7  | 5 | 2 | 1 | 2 | 16 | 10 | +6 |
| 5 | Blumenau       | 7  | 5 | 2 | 1 | 2 | 5  | 9  | -4 |
| 6 | Camboriuense   | 1  | 5 | 0 | 1 | 4 | 6  | 13 | -7 |
| PG - pontos ganhos; J - jogos; V - vitórias; E - empates; D - derrotas; GP - gols pró; GC - gols contra; SG - saldo de gols |                |    |   |   |   |   |    |    |    |

Grupo B
| 1 | São Bento              | 11 | 5 | 3 | 2 | 0 | 16 | 4  | +12 |
| 2 | Camponovense           | 11 | 5 | 3 | 2 | 0 | 8  | 4  | +4  |
| 3 | Concórdia              | 10 | 5 | 3 | 1 | 1 | 9  | 3  | +6  |
| 4 | Operários Mafrense     | 5  | 5 | 1 | 2 | 2 | 5  | 9  | -4  |
| 5 | Atlético Clube Chapecó | 3  | 5 | 1 | 0 | 4 | 2  | 11 | -9  |
| 6 | Vera Cruz              | 1  | 5 | 0 | 1 | 4 | 5  | 14 | -9  |
| PG - pontos ganhos; J - jogos; V - vitórias; E - empates; D - derrotas; GP - gols pró; GC - gols contra; SG - saldo de gols |                        |    |   |   |   |   |    |    |     |

#### Quartas-de-final
| Time 1*             | Time 2         | Jogo 1 | Jogo 2 | Prorrogação |
| ------------------- | -------------- | ------ | ------ | ----------- |
| Operários Mafrenses | União de Timbó | 1-0    | 0-2    | 0-2         |
| Metropolitano       | São Bento      | 3-6    | 1-0    | 0-1         |
| Concórdia           | Guarani        | 1-1    | 1-1    | 1-0         |
| Catarinense         | Camponovense   | 3-0    | 2-3    | 1-0         |

* Os clubes citados primeiro tiveram a primeira partida jogada em casa, ou seja, tiveram pior colocação que o segundo citado

#### Semifinais
| Time 1*     | Time 2         | Jogo 1 | Jogo 2 |
| ----------- | -------------- | ------ | ------ |
| Catarinense | União de Timbó | 0-0    | 1-2    |
| Concórdia   | São Bento      | 0-1    | 0-2    |

* Os clubes citados primeiro tiveram a primeira partida jogada em casa, ou seja, tiveram pior colocação que o segundo citado

#### Final
A União de Timbó teve a primeira partida jogada em casa por pior desempenho na Fase de Grupos (Os dois clubes ficaram na primeira colocação, mas o São Bento somou 1 ponto a mais que a União)
| Campeão        | Vice-Campeão | Jogo 1 | Jogo 2 |
| -------------- | ------------ | ------ | ------ |
| União de Timbó | São Bento    | 3-2    | 5-2    |

### Segundo turno

#### Fase de grupos
Grupo A
| 1 | Guarani        | 13 | 5 | 4 | 1 | 0 | 8  | 3  | +5 |
| 2 | Metropolitano  | 11 | 5 | 3 | 2 | 1 | 9  | 6  | +3 |
| 3 | Blumenau       | 9  | 5 | 3 | 0 | 2 | 6  | 3  | +3 |
| 4 | União de Timbó | 6  | 5 | 2 | 0 | 3 | 4  | 5  | -1 |
| 5 | Catarinense    | 4  | 5 | 1 | 1 | 3 | 10 | 11 | -1 |
| 6 | Camboriuense   | 0  | 5 | 0 | 0 | 5 | 0  | 9  | -9 |
| PG - pontos ganhos; J - jogos; V - vitórias; E - empates; D - derrotas; GP - gols pró; GC - gols contra; SG - saldo de gols |                |    |   |   |   |   |    |    |    |

Grupo B
| 1 | São Bento          | 10 | 5 | 3 | 1 | 1 | 11 | 6  | +5 |
| 2 | Concórdia          | 10 | 5 | 3 | 1 | 1 | 12 | 8  | +4 |
| 3 | Camponovense       | 10 | 5 | 3 | 1 | 1 | 9  | 9  | 0  |
| 4 | Operários Mafrense | 5  | 5 | 1 | 2 | 2 | 5  | 6  | -1 |
| 5 | Atlético Chapecó   | 4  | 5 | 1 | 1 | 3 | 6  | 11 | -5 |
| 6 | Vera Cruz          | 2  | 5 | 0 | 2 | 3 | 3  | 6  | -3 |
| PG - pontos ganhos; J - jogos; V - vitórias; E - empates; D - derrotas; GP - gols pró; GC - gols contra; SG - saldo de gols |                    |    |   |   |   |   |    |    |    |

#### Quartas-de-final
| Time 1*             | Time 2        | Jogo 1 | Jogo 2 | Prorrogação |
| ------------------- | ------------- | ------ | ------ | ----------- |
| Operários Mafrenses | Guarani       | 1-1    | 0-3    |             |
| União de Timbó      | São Bento     | 2-1    | 1-4    | 2-1         |
| Blumenau            | Concórdia     | 2-2    | 0-3    |             |
| Camponovense        | Metropolitano | 1-2    | 2-1    | 0-1         |

* Os clubes citados primeiro tiveram a primeira partida jogada em casa, ou seja, tiveram pior colocação que o segundo citado

#### Semifinais
| Time 1*        | Time 2        | Jogo 1 | Jogo 2 |
| -------------- | ------------- | ------ | ------ |
| Concórdia      | Guarani       | 1-2    | 2-2    |
| União de Timbó | Metropolitano | 2-1    | 0-0    |

* Os clubes citados primeiro tiveram a primeira partida jogada em casa, ou seja, tiveram pior colocação que o segundo citado

#### Final
A União de Timbó teve a primeira partida jogada em casa por pior desempenho na Fase de Grupos.
| Campeão | Vice-Campeão   | Jogo 1 | Jogo 2 |
| ------- | -------------- | ------ | ------ |
| Guarani | União de Timbó | 2-1    | 2-2    |

### Fase final

#### Classificação geral
Grupo A
| 1 | Guarani        | 21 | 10 | 6 | 3 | 1 | 14 | 8  | +6  |
| 2 | Metropolitano  | 18 | 10 | 5 | 3 | 2 | 25 | 16 | +9  |
| 3 | União de Timbó | 16 | 10 | 5 | 1 | 4 | 15 | 12 | +3  |
| 4 | Blumenau       | 16 | 10 | 5 | 1 | 4 | 11 | 12 | -1  |
| 5 | Catarinense    | 12 | 10 | 3 | 3 | 4 | 17 | 18 | -1  |
| 6 | Camboriuense   | 1  | 10 | 0 | 1 | 9 | 6  | 22 | -16 |
| PG - pontos ganhos; J - jogos; V - vitórias; E - empates; D - derrotas; GP - gols pró; GC - gols contra; SG - saldo de gols |                |    |    |   |   |   |    |    |     |

Grupo B
| 1 | São Bento          | 21 | 10 | 6 | 3 | 1 | 27 | 10 | +17 |
| 2 | Camponovense       | 21 | 10 | 6 | 3 | 1 | 17 | 13 | +4  |
| 3 | Concórdia          | 20 | 10 | 6 | 2 | 2 | 21 | 11 | +10 |
| 4 | Operários Mafrense | 10 | 10 | 2 | 4 | 4 | 10 | 15 | -5  |
| 5 | Atlético Chapecó   | 7  | 10 | 2 | 1 | 7 | 8  | 22 | -14 |
| 6 | Vera Cruz          | 3  | 10 | 0 | 3 | 7 | 8  | 20 | -12 |
| PG - pontos ganhos; J - jogos; V - vitórias; E - empates; D - derrotas; GP - gols pró; GC - gols contra; SG - saldo de gols |                    |    |    |   |   |   |    |    |     |

|  |                                                      |
|  | Classificados às fases finais                        |
|  | Classicados às fases finais por vencer um dos turnos |

#### Semifinais
| Time 1*       | Time 2         | Jogo 1 | Jogo 2 |
| ------------- | -------------- | ------ | ------ |
| São Bento     | Guarani        | 2-2    | 0-2    |
| Metropolitano | União de Timbó | 0-0    | 0-1    |

* Os clubes citados primeiro tiveram a primeira partida jogada em casa, ou seja, tiveram pior colocação que o segundo citado

#### Final
A União de Timbó teve a segunda partida jogada em casa por sorteio.
| Campeão | Vice-Campeão   | Jogo 1 | Jogo 2 |
| ------- | -------------- | ------ | ------ |
| Guarani | União de Timbó | 2-1    | 1-1    |

## Torneio classificatório à Série C do Campeonato Brasileiro de 2003

### Fórmula de disputa
O campeonato foi dividido em 3 fases:
- Turno (Troféu Ivo Mayer): Os 6 clubes jogam em grupo único, todos contra todos, apenas os jogos de ida, a equipe que apresentar a maior pontuação está classificada para a final.
- Returno (Troféu Romeu Delmar Dietrich): Idêntico ao primeiro, mas com os jogos de volta.
- Fase Final: Juntam-se aos campeões dos turnos as duas equipes com as maiores pontuações das que restaram. As 4 equipes disputam semifinais em 2 jogos. As vencedoras jogam uma final também em dois jogos. A vencedora está classificada para a Série C do Campeonato Brasileiro de 2003.

Nas fases eliminatórias, venceu o clube que somau mais pontos, independente do saldo de gols, caso houvesse empate, zerar-se-ia o placar e realizar-se-ia uma prorrogação de 30 minutos, se o empate persistisse, o clube com a melor colocação do campeonato turno seria declarado o vencedor.

### Turno
| 1 | Marcílio Dias       | 9 | 5 | 2 | 3 | 0 | 8  | 2  | +6 |
| 2 | Caxias              | 9 | 5 | 2 | 3 | 0 | 9  | 6  | +3 |
| 3 | Chapecoense         | 8 | 5 | 2 | 2 | 1 | 6  | 6  | 0  |
| 4 | Lages               | 7 | 5 | 2 | 1 | 2 | 12 | 12 | 0  |
| 5 | Atlético de Ibirama | 7 | 5 | 2 | 1 | 2 | 7  | 7  | 0  |
| 6 | Atlético Alto Vale  | 0 | 5 | 0 | 0 | 5 | 3  | 12 | -9 |
| PG - pontos ganhos; J - jogos; V - vitórias; E - empates; D - derrotas; GP - gols pró; GC - gols contra; SG - saldo de gols |                     |   |   |   |   |   |    |    |    |

### Returno
| 1 | Lages               | 15 | 5 | 5 | 0 | 0 | 16 | 3  | +13 |
| 2 | Caxias              | 8  | 5 | 2 | 2 | 1 | 12 | 12 | 0   |
| 3 | Chapecoense         | 6  | 5 | 2 | 0 | 3 | 5  | 9  | -4  |
| 4 | Atlético de Ibirama | 5  | 5 | 1 | 2 | 2 | 7  | 11 | -4  |
| 5 | Marcílio Dias       | 4  | 5 | 1 | 1 | 3 | 6  | 6  | 0   |
| 6 | Atlético Alto Vale  | 3  | 5 | 0 | 3 | 2 | 6  | 11 | -5  |
| PG - pontos ganhos; J - jogos; V - vitórias; E - empates; D - derrotas; GP - gols pró; GC - gols contra; SG - saldo de gols |                     |    |   |   |   |   |    |    |     |

### Fase final

#### Classificação geral
| 1 | Lages               | 22 | 10 | 7 | 1 | 2 | 28 | 15 | +13 |
| 2 | Caxias              | 17 | 10 | 4 | 5 | 1 | 21 | 18 | +3  |
| 3 | Chapecoense         | 14 | 10 | 4 | 2 | 4 | 11 | 15 | -4  |
| 4 | Marcílio Dias       | 13 | 10 | 3 | 4 | 3 | 14 | 8  | +6  |
| 5 | Atlético de Ibirama | 12 | 10 | 3 | 3 | 4 | 14 | 18 | -4  |
| 6 | Atlético Alto Vale  | 3  | 10 | 0 | 3 | 7 | 9  | 23 | -14 |
| PG - pontos ganhos; J - jogos; V - vitórias; E - empates; D - derrotas; GP - gols pró; GC - gols contra; SG - saldo de gols |                     |    |    |   |   |   |    |    |     |

|  |                                                      |
|  | Classificados às fases finais                        |
|  | Classicados às fases finais por vencer um dos turnos |

#### Semifinais
| Time 1*     | Time 2        | Jogo 1 | Jogo 2 |
| ----------- | ------------- | ------ | ------ |
| Chapecoense | Marcílio Dias | 0-0    | 2-1    |
| Caxias      | Lages         | 1-0    | 1-0    |

* Os clubes citados primeiro tiveram a primeira partida jogada em casa, ou seja, tiveram pior colocação que o segundo citado

#### Final
| Campeão | Vice-Campeão | Jogo 1 | Jogo 2 | Prorrogação |
| ------- | ------------ | ------ | ------ | ----------- |
| Caxias* | Chapecoense  | 1-1    | 1-1    | 0-0         |

*Como houve empate de pontos, realizou-se uma prorrogação e como esta não resolveu o Caxias foi campeão por apresentar melhor desempenho no campeonato 

## Campeão geral
| Campeonato Catarinense de 2003 |
| ------------------------------ |
| Figueirense 12º Título         |